# Cathédrale Notre-Dame-de-l'Assomption d'Entrevaux
Cette  cathédrale n’est pas la seule cathédrale Notre-Dame-de-l'Assomption.
La cathédrale Notre-Dame-de-l'Assomption d'Entrevaux est une église catholique située dans la département français des Alpes-de-Haute-Provence, autrefois cathédrale de l'évêque de Glandèves, qui avait déménagé sa résidence principale à Entrevaux au début du XVIIe siècle. Elle est cathédrale de 1624 à 1790 (et appelée « cathédrale de Glandèves »). Depuis 2009, elle est le siège de l'évêque titulaire d'Entrevaux.

## Construction

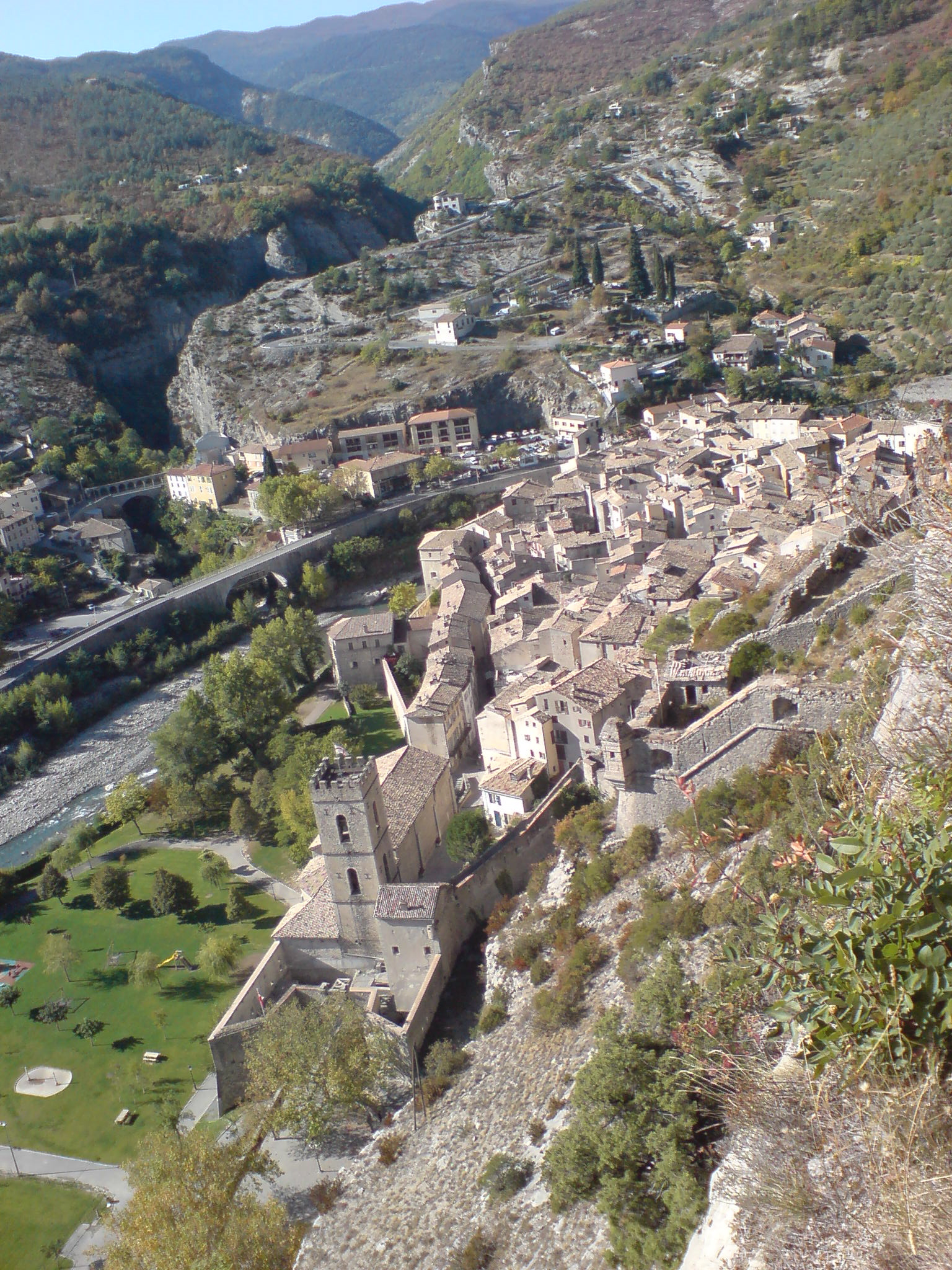
Vue d’Entrevaux, avec la cathédrale au premier plan.

Le site de Glandèves, où avait été établi le siège de l'évêché à la fin de l'Empire romain, était peu sûr, et la ville se vida petit à petit au profit d'Entrevaux, plus facile à défendre. Il reste un peu en aval de la ville les restes de la deuxième cathédrale de la ville, nommée Notre-Dame-de-la-Sed. Le chapitre cathédral suivit en 1603.
La décision est prise de construire une cathédrale en 1604 par l’évêque Octave Isnard. Les travaux durent de 1609 à 1630, la décoration étant achevée dans les années 1650, et le clocher dans les années 1660. La cathédrale est probablement consacrée en 1627. Elle est classée monument historique le 27 juin 1996.

## Description
À cause du site exigu et des nécessités de la défense de la ville, la cathédrale est orientée vers le nord-est. Ses dimensions sont de 40 m de long par 10 m de large, avec une hauteur sous voûte de 14 m.
Elle ne possède qu’une seule nef, de trois travées, sans chapelle latérale. Seuls trois vitraux ornent sa façade sud, le mur nord étant aveugle.
La cathédrale est intégrée aux fortifications de la ville en 1692 : son clocher est crénelé et sert de tour de défense.
Le chœur est richement orné.

## Mobilier
Le mobilier classé monument historique au titre objet de la cathédrale comprend :
- l’ensemble de l’autel, du retable et du tableau représentant le baptême du Christ, du XVIIIe siècle[7] ;
- l’ensemble du retable (1716) et le tableau de François Mimault représente Notre-Dame du Rosaire (1631)[7] ;
- le calice en or et la patène en argent, du début du XIXe siècle, le calice étant poinçonné d’une tête de vieillard[8] ;
- les 53 stalles de noyer, du XVIIe siècle[7], et la chaire, de la fin du siècle ou du début du siècle suivant, ornée des bas-reliefs des quatre Évangélistes[9],[8] ;
- deux plats de quête en cuivre repoussé, et deux plats de quête en cuivre nu, tous datés du XVIe siècle[8],[10] ;
- une série de tableaux :
  - le Vœu de Louis XIII, daté des environs de 1630[11] ;

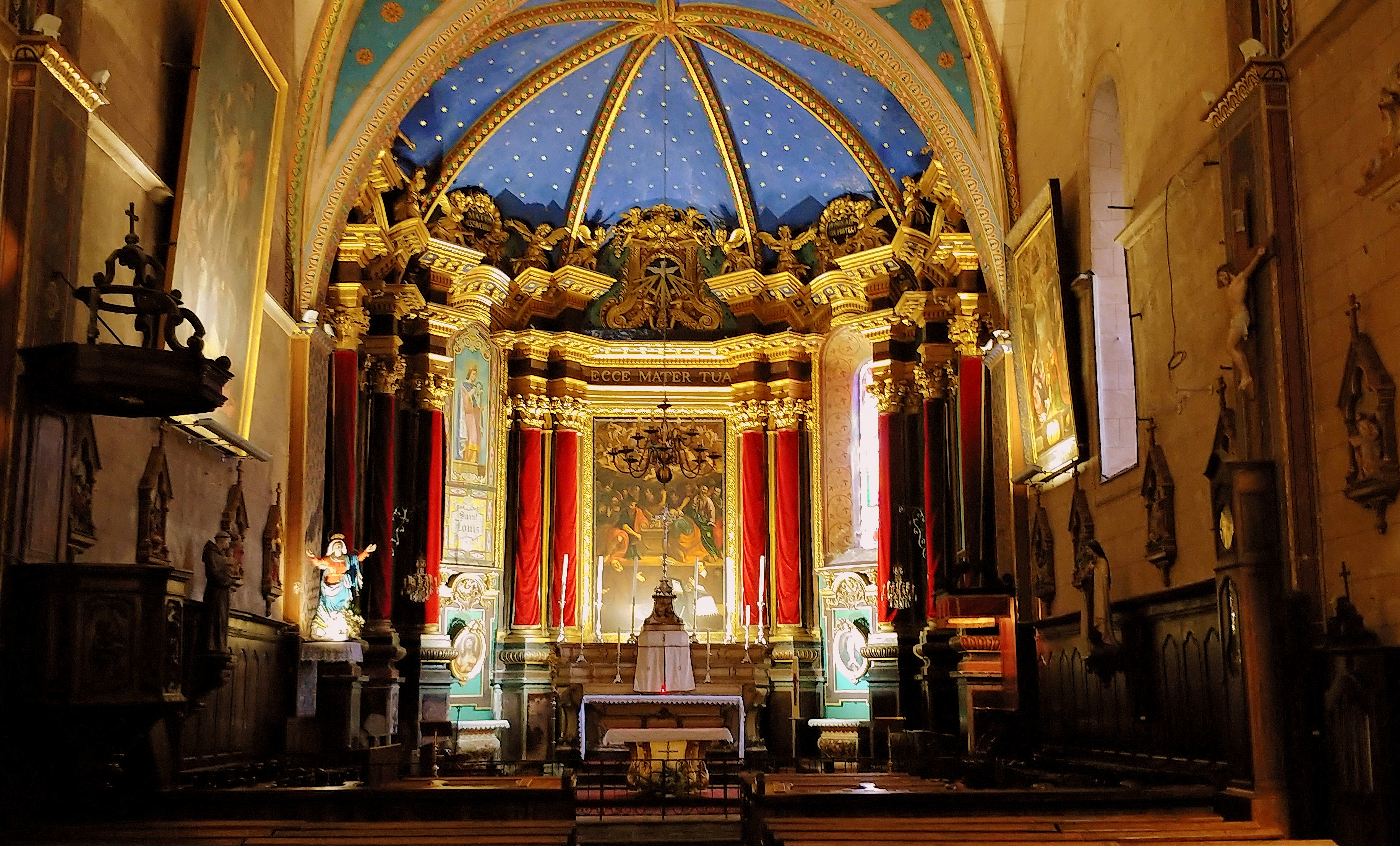
Le chœur de la cathédrale.

- - une Assomption de François Mimault, datée de 1630[12] ;
  - une représentation de la Sainte Famille, de la seconde moitié du XVIIe siècle[12] ;
- une statuette de saint Jean en argent, datée de 1807[13] ;
- un buste-reliquaire de saint Jean-Baptiste, en cuivre argenté, daté du XVIIIe siècle, et qui sert aux processions du mois d’août[10] ;
- le buste-reliquaire de saint Pierre, en bois doré, du XVIIIe siècle[7] ;
- la porte d’accès au clocher, en noyer, date du XVIIe ou du XVIIIe siècle[13].

Le mobilier comprend également un portrait de l’évêque de Belloy ; la porte de la cathédrale est ornée des insignes sacerdotaux et épiscopaux, et de l’agneau pascal.

## L'orgue
Les orgues sont datées de 1717, et ont été restaurées en 1864, puis en 1948. Leur partie instrumentale est réalisée par le marseillais Jean Eustache. Elles sont classées.

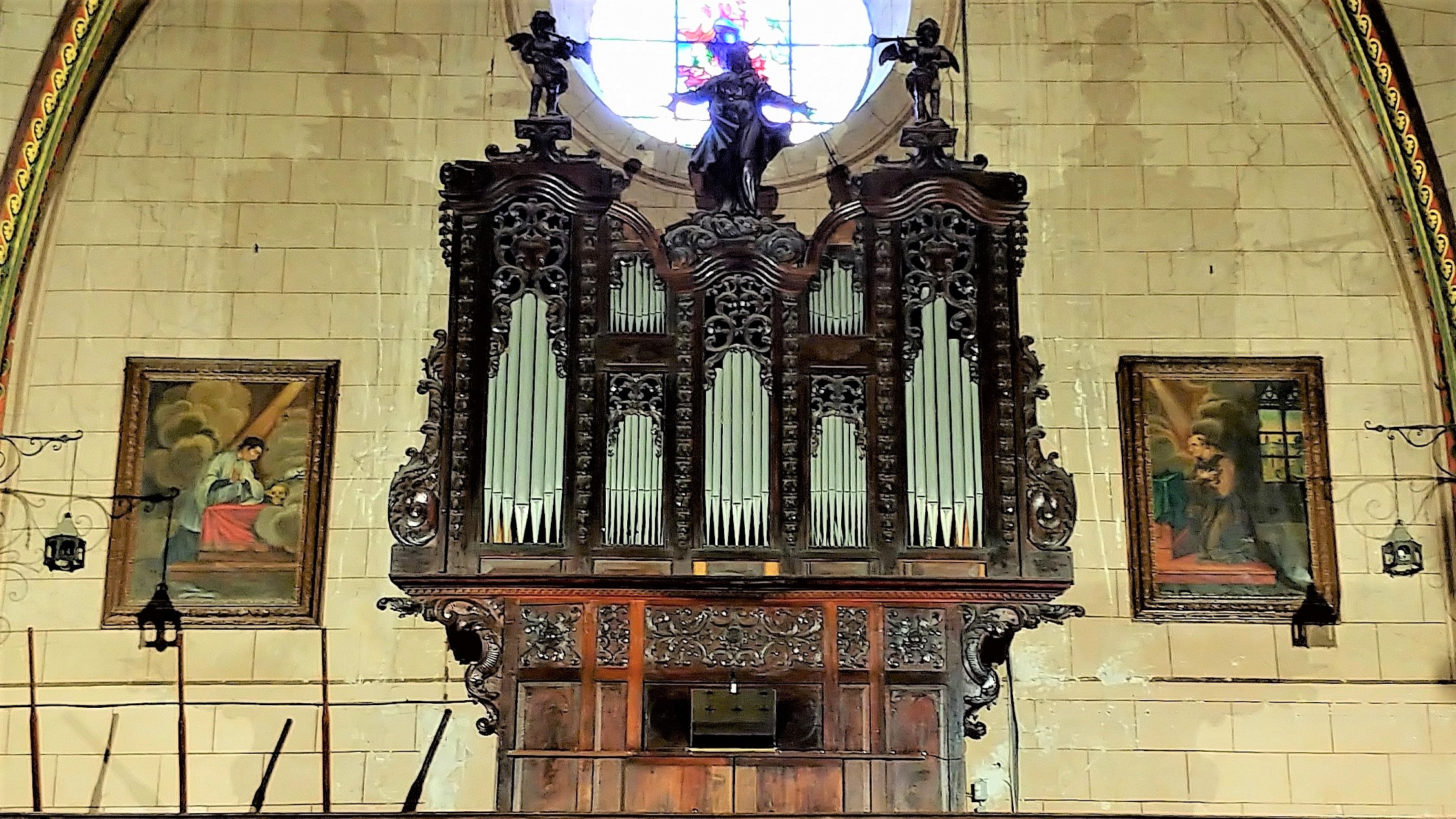

Composition
| Clavier manuel : 48 notes |
| Bourdon 8'                |
| Montre 4'                 |
| Flûte 4'                  |
| Nazard 2' 2/3             |
| Doublette 2'              |
| Tierce 1' 3/5             |
| Larigot 1' 1/3            |
| Cornet V                  |
| Fourniture III            |
| Cymbale II                |
| Trompette 8'              |
| Voix humaine 8'           |

| Pédale : 12 notes |
| Flûte 8'          |

### Sources et bibliographie
- Maïna Masson-Lautier, Églises d'Entrevaux. Balades dans l'ancien évêché de Glandèves, éditions Lieux-Dits, Lyon, 2016,  (ISBN 978-2-36219-136-7) ; 88p.
- Raymond Collier, La Haute-Provence monumentale et artistique, Digne, Imprimerie Louis Jean, 1986, 559 p.
- Marie-Madeleine Viré, « La cathédrale à Entrevaux », Annales de Haute-Provence, Société scientifique et littéraire des Alpes-de-Haute-Provence, t. I « Les cathédrales », no 315,‎ 1992
- Région Provence-Alpes-Côte d'Azur - Inventaire général - Papin-Drastik Ivonne - Masson-Lautier Maïna. Cathédrale puis église paroissiale Notre-Dame-de-l'Assomption